# Omocestus antigai
Omocestus antigai är en insektsart som först beskrevs av Bolívar, I. 1897.  Omocestus antigai ingår i släktet Omocestus och familjen gräshoppor. Inga underarter finns listade i Catalogue of Life.